# Johann Franz Anton von Olry

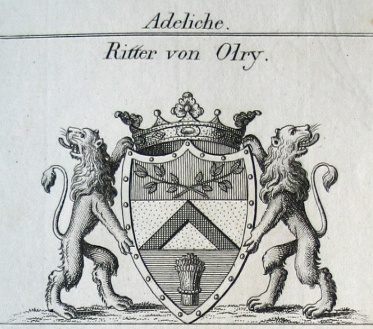
Wappen des Adelsgeschlechtes von Olry

Johann Franz Anton de Orly, ab 1813 Ritter von Olry (* 3. März 1769 in Andlau, Elsass; † 27. Februar 1863 in Straßburg), war ein bayerischer Diplomat französischer Herkunft.

## Biografie
Er wurde als Sohn von Jean-François de Olry und seiner Gattin Thérèse geb. Scheck geboren und wuchs in einer der Monarchie bzw. der katholischen Kirche tief verbundenen Adelsfamilie auf. Der Vater amtierte als königlich französischer Amtmann in Andlau. In der napoleonischen Zeit war er Friedensrichter und Leiter des Archivs des Départements Bas-Rhin, in Straßburg.
Olry studierte in Colmar und Straßburg, zuletzt als Kommilitone des späteren Staatsmannes Klemens Wenzel Lothar von Metternich. Als erklärter Gegner der Französischen Revolution kämpfte er freiwillig in der oppositionellen Royalistentruppe des Generals de Condé. Bei einem Aufenthalt in Straßburg verhaftet, musste von Olry schließlich in die Schweiz fliehen. 
1799 fand der Flüchtling eine Anstellung im pfalzbayerischen Außenministerium und wurde in den bayerischen Staatsdienst übernommen. 1801 erhielt er die Ernennung zum Legationssekretär an der Bayerischen Gesandtschaft in Berlin, etwas später wechselte er zur Vertretung nach Sankt Petersburg, wo er Freundschaft mit dem Philosophen Joseph de Maistre schloss, der ihn auch in seinen Erinnerungen Les Soirées de Saint-Pétersbourg erwähnt. Ab 1806 vertrat Franz Anton von Olry das Königreich Bayern in Sachsen (Dresden), 1807 wurde er Bayerns Ministerresident (Botschafter) in der Schweiz (Bern). Auf diesem Posten blieb er 20 Jahre und baute dort selbstständig ein Netzwerk konservativ-katholischer Verbindungen auf. Er wurde ein Freund des Staatsrechtlers Karl Ludwig von Haller (1768–1854) und spielte 1820 eine entscheidende Rolle bei dessen Konversion zur katholischen Kirche. 1827 versetzte man Olry nach Turin, um hier bis zum 4. Juli 1842 als bayerischer Ministerresident im Königreich Sardinien zu wirken.
Franz Anton von Olry war unverheiratet. Nach seiner Pensionierung zog er zu seiner Schwester nach Straßburg. Später ließ er sich im elsässischen Kientzheim nieder, wo er Mittelpunkt eines katholisch und aristokratisch geprägten Kreises wurde. Noch im hohen Alter von über 80 Jahren diente er als Ministrant bei der Hl. Messe am Altar. Kurz vor seinem Tode verbrannte er die von ihm verfassten Memoiren. Seit 1861 hielt sich Franz Anton von Olry wieder in Straßburg auf, erlitt dort am 26. Februar 1863 einen Schlaganfall und starb am darauffolgenden Tag, mit nahezu 94 Jahren.

## Ehrungen
Am 25. Februar 1813 zeichnete ihn König Max I. Joseph von Bayern mit dem Ritterkreuz des Verdienstordens der Bayerischen Krone aus und erhob ihn in den Ritterstand Bayerns. 1836 war er zum Geheimrat ernannt worden und mit Datum vom 1. Januar 1839 erhielt er von König Ludwig I.  das Komturkreuz des Ordens vom Hl. Michael. Papst Gregor XVI. verlieh ihm den Christusorden mit dem großen Stern, die höchste Auszeichnung des Hl. Stuhls.